# Controlled filling die cast
De controlled filling (CF) die cast-technologie is een productiemethode van Yamaha toegepast bij de achtervork en het subframe van de YZF-R6-motorfiets uit 2003.
Dit proces zorgde voor een lager gewicht en een grotere stijfheid. Het woord die cast duidt op aluminium gietwerk.